# Ritratto del decennale di Traiano
Il cosiddetto ritratto "del decennale" di Traiano è un tipo di ritratto dell'imperatore, verosimilmente prodotto in occasione del decennale della presa del potere (108), pienamente confrontabile con i conii monetali prodotti dal 108 al 111. 
L'opera, riprodotta in innumerevoli copie ufficiali destinate alle varie province e molto diffuso anche a Roma, ha tra gli esempi migliori il busto ai Musei Vaticani. 

## Descrizione
L'imperatore cinquantenne viene ritratto col busto nudo coperto sulla spalla sinistra  dal paludamentum fermato da una fibula. Sulla spalla destra poggia invece il balteo della spada a tracolla. Il prototipo deriva dalle statue cosiddette "achillee" (come la statua di personaggio romano da Delos, con l'innesto di una testa fisiognomica su un busto classicheggiante idealizzato).
Il modellato ha tratti secchi e incisivi, che descrivono la chioma liscia caratteristica, la fronte bassa, il taglio lungo degli occhi, il naso dritto e largo, le labbra sottili, il mento pronunciato.

## Stile
Questo ritratto segnò una nuova tipologia di ritratto imperiale che fuse le due correnti, del ritratto ufficiale (onorario) e di quello privato (funebre), che avevano avuto la massima divergenza ai tempi di Vespasiano.
Il ritratto è infatti privo del pathos e della teatralità tipicamente ellenistica, ma anche libero dall'aderenza puntuale al modello, tipica del verismo dei ritratti privati romani: nell'espressione ferma e pacata del sovrano viene accentuata l'abitudine dell'uomo al comando militare, la dignità, l'autorevolezza e la risolutezza, ma il ritratto resta umano, reale.